# Wolfsheim
Wolfsheim — синті-поп-гурт з Гамбурга, Німеччина.

## Історія
Гурт засновано в 1987 році Маркусом Райнгардтом і Помпейо Річарді. Їх надихнуло ім'я вигаданого персонажа з «Великого Гетсбі» Скота Фіцджеральда.
Трохи згодом до групи долучився брат Маркуса Олівер. Після випуску демо-касети співзасновник Річарді залишив гурт і був замінений Петером Хепнером. Хепнер був знайомий із групою через спільних друзів, окрім того, він жив неподалік у Гамбурзі. Олівер Райнгардт також пішов, після чого в складі гурту лишились Петер Хепнер (вокал) і Маркус Райнгардт (електроніка).
Перший публічний виступ відбувся в маленькому гамбурзькому клубі Werkstatt 3.
Випустивши дві нові демо-касети, Wolfsheim звертались до різних лейблів, але отримували тільки відмови, аж доки не потрапили в поле зору одного з працівників Strange Ways Records. В 1991 видано синґл The sparrows and the nightingales (цей реліз був першим на Strange Ways). Хоча пісню й не надто просували, вона швидко стала хітом. Роком пізніше вийшов дебютний альбом — No Happy View. Наступний альбом, Popkiller, випущений у жовтні 1993, також став успішним.
В лютому 1995 Wolfsheim видали компіляцію 55578. На цьому альбомі було багато треків, що раніше з'являлись на синґлах, а також деякий не виданий раніше матеріал. Перші 55,578 копій були «спеціальними виданнями», що містили бонусний диск із матеріалом, записаним на фестивалі Strange Ways. 55578 пробився до чарту German Media Control, де протримався п'ять тижнів. У лютому 1996 вони видали четвертий альбом — Dreaming Apes (91-й номер у німецькому чарті альбомів). Wolfsheim розпочали свої перші власні тури в травні 1996. В жовтні 1997 року випущено Hamburg Rom Wolfsheim — перший live-альбом дуету, що був записаний під час туру Dreaming Apes в 1996 році.
Wolfsheim привернули до себе ще більше уваги, коли Хепнер записав дует із Йоахімом Віттом — Die Flut. Ця пісня стала великим хітом, що тримався на верхівці хіт-параду Media Control Charts кілька тижнів.
Шостий альбом, Spectators, що видано в лютому 1999, посів друге місце в німецькому чарті альбомів. Того літа Wolfsheim виступали на багатьох провідних німецьких фестивалях, серед яких Bizarre Festival, Rock am Ring і Rock im Park. Також вони відіграли своє перше шоу поза межами Німеччини на бельгійському фестивалі Eurorock.
У 2001 році Хепнера знову запрошують як гостем записати кілька пісень. Результатом співпраці з гуртом Schiller стала пісня Dream of You, що дуже сильно розкручувалась на німецькому MTV. Він також заспівав у Glasgarten із Goethes Erben. Ця співпраця привернула ще більше уваги до гурту Wolfsheim. У тому ж році Metropolis Records відкрила Wolfsheim для американських слухачів, випустивши Spectators у США.
16 квітня 2002 Wolfsheim видали свій перший (і наразі єдиний) DVD — Kompendium. Він містив записи з туру Spectators, інтерв'ю та відеокліпи.
Casting Shadows, сьомий альбом, випущено в березні 2003. Синґл «Kein Zurück», виданий 2 лютого, дебютував із п'ятого місця в Media Control Charts, а пізніше піднявся на четверте й залишався в топі 10 тижнів. Самі ж Casting Shadows досягли верхівки чарту альбомів.
У березні-квітні 2004 Wolfsheim вирушили у свій перший (наразі єдиний) тур Сполученими Штатами Америки.
17 січня 2008 на офіційному сайті оголошено, що співпраця між Маркусом Райнгардтом і Петером Хепнером добігає кінця. Згідно з прес-релізом, це пов'язано з поточними суперечками стосовно майбутнього Wolfsheim. З часу випуску Casting Shadows у 2003 Райнгардт намагався просувати гурт уперед, займаючись новими творами, проте амбіції Хепнера щодо початку сольної кар'єри означали, що будь-які плани чи дискусії стосовно роботи над новим альбомом відсуваються на 2009 рік.
Кульмінацією цих суперечок стало підписання Петером наприкінці 2005 року угоди на кілька сольних альбомів. Маркус Райнгардт, вважаючи це за порушення контракту та зневагу засадничих інтересів гурту, подав на Хепнера в суд, аби виключити його з участі в групі та продовжувати без нього. Рішення суду очікується навесні 2008.
Стиль Wolfsheim бере витоки з течій 1980-х New Romantics та ньювейв, у текстах пісень відчувається схильність до меланхолії та модернізму.

## Дискографія

### Альбоми
- 1992 No Happy View
- 1993 Popkiller
- 1995 55578
- 1996 Dreaming Apes
- 1997 Hamburg Rom Wolfsheim
- 1999 Spectators
- 2003 Casting Shadows

### Синґли
- 1991 The sparrows and the nightingales
- 1992 It's not too late (don't sorrow)
- 1992 Thunderheart
- 1993 Now I fall
- 1994 Elias
- 1995 Closer still
- 1996 A new Starsystem has been explored
- 1998 Once in a lifetime
- 1998 It's hurting for the first time
- 1999 Künstliche Welten
- 1999 Sleep somehow (вініл)
- 2003 Kein Zurück
- 2003 Find you're here
- 2004 Blind 2004

### Демо-записи
- 1988 Ken Manage
- 1989 Any but pretty

## Нагороди
- ECHO 2004: Найкращий німецький альтернативний гурт